# Schronisko obok Ruin Zamku w Ogrodzieńcu Czwarte
Schronisko obok Ruin Zamku w Ogrodzieńcu Czwarte – jaskinia na Górze Janowskiego we wsi Podzamcze, w województwie śląskim, w powiecie zawierciańskim, w gminie Ogrodzieniec. Znajduje się we wschodniej podstawie najbardziej na wschód wysuniętej skały w skalnym murze po wschodniej stronie hotelu na Górze Janowskiego, która jest najwyższym wzniesieniem Wyżyny Krakowsko-Częstochowskiej. Skała ta przez wspinaczy skalnych nazywana jest Wielbłądem.

## Opis obiektu
Schronisko ma postać skalnej nyży będącej pozostałością kanału krasowego powstałego w strefie freatycznej. Łączy się ona z głębokim, ale płytkim okapem.
Schronisko powstało w późnojurajskich wapieniach skalistych. Jest suche, przewiewne i w całości widne. Jego ściany i strop są silnie skorodowane, pokryte czarnymi naskorupieniami. Nacieków brak. W szczelinach wyrastają drobne okazy zanokcicy skalnej. Zwierząt nie obserwowano.
Obok schroniska biegnie Szlak Orlich Gniazd, schronisko zatem znane jest od dawna. Po raz pierwszy opisał go A. Polonius w 2010 r. On też sporządził jego plan.

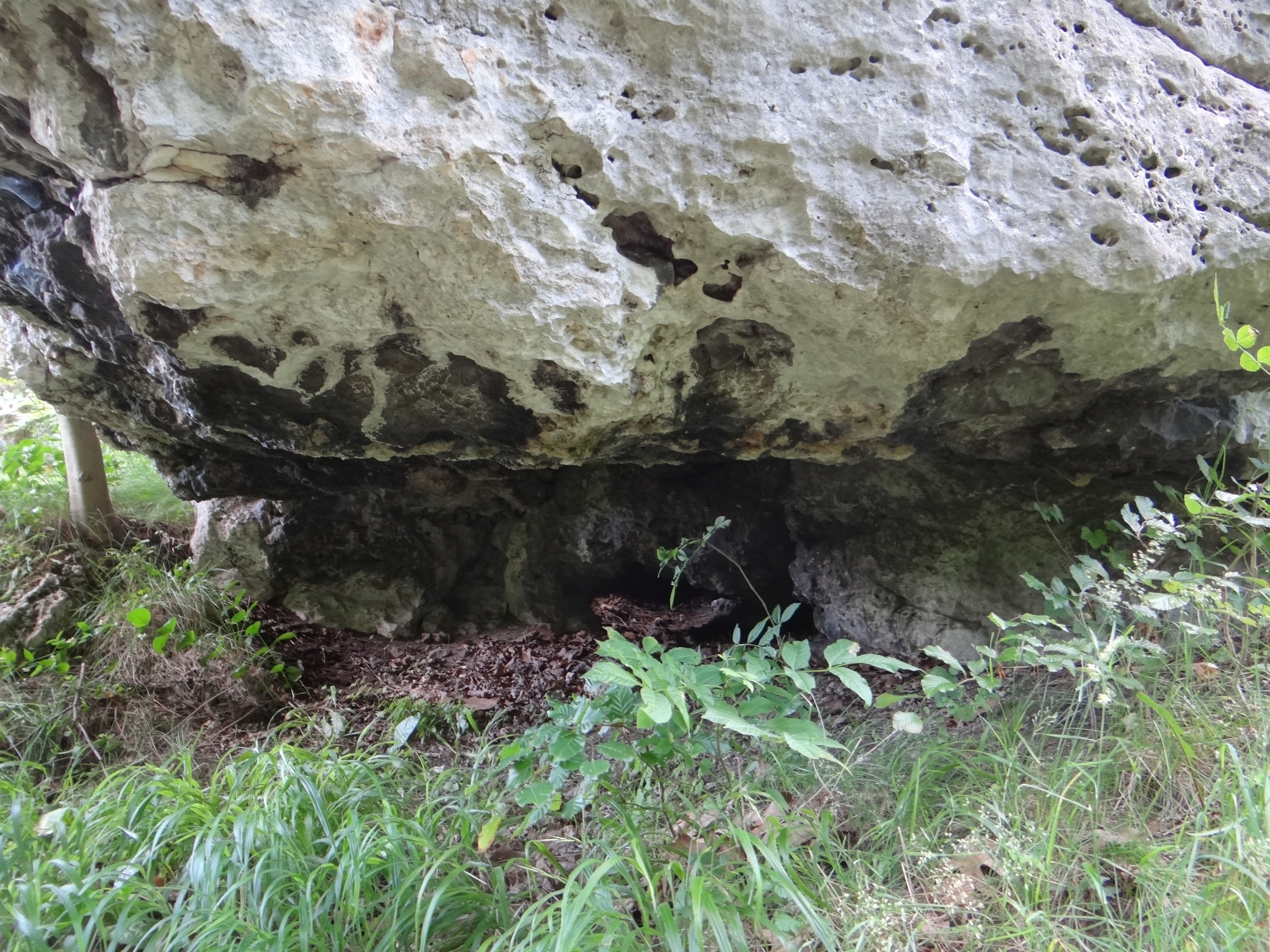
Okap